# Pont de State Street

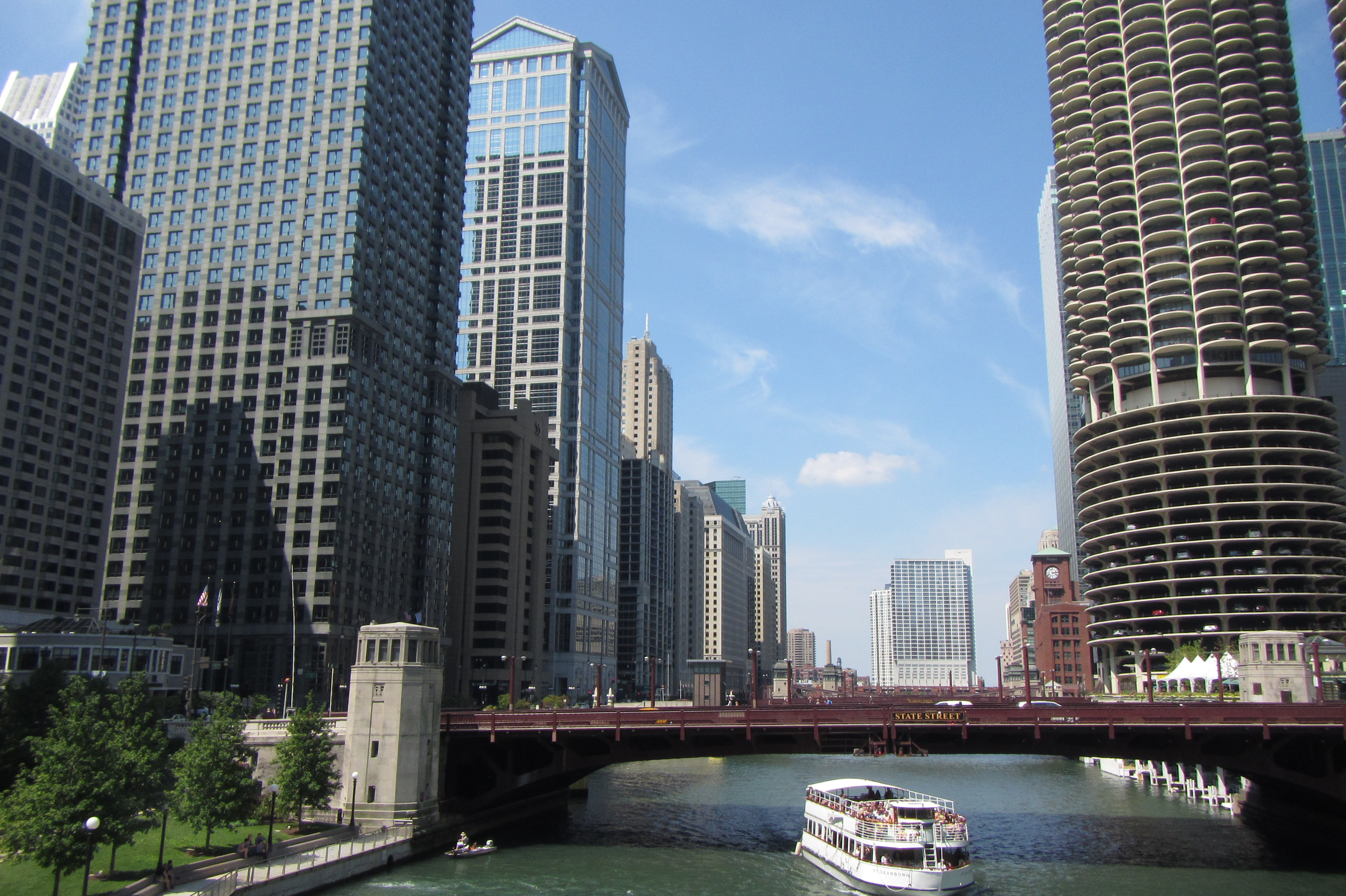
Le pont de State Street.

Le pont de State Street (en anglais : State Street Bridge, appelé officiellement Bataan-Corregidor Memorial Bridge) est un pont basculant à double tabliers datant de 1948 situé dans le centre de la ville de Chicago, dans l'État de l'Illinois.

## Description
Le State Street Bridge est traversé par State Street, il se trouve juste à l'ouest du pont de Wabash Avenue et à l'est des tours jumelles de Marina City, il enjambe la rivière Chicago et relie le secteur du Loop à celui de Near North Side.
Ce pont est l'un des plus récents des ponts basculants à poutres en treillis de Chicago. L'Historic American Engineering Record mentionne une date de construction de 1942, mais le pont n'a été achevé qu'en 1949 en raison de pénuries d'acier de la Seconde Guerre mondiale et de la forte demande avec la construction de la ligne rouge du métro de Chicago qui était en cours à l'époque.
Ce pont est l'un des ponts basculants de Chicago les plus larges et comprend huit voies de circulation. Pour maintenir et supporter ce pont dont la structure est particulièrement large, il est conçu avec trois poutres de support et traverses de pont en acier.
D'une longueur totale de 93 mètres, le pont de State Street est emprunté par environ 15 000 véhicules chaque jour. Le pont est entretenu par le Chicago Department of Transportation (CDOT).